# E la neve scende/Diamante
E la neve scende/Diamante è un singolo di Brunella Borciani, pubblicato nel febbraio 1983 dall'etichetta discografica Fonit Cetra.

## E la neve scende
E la neve scende è la canzone scritta da Zucchero Fornaciari e Luigi Albertelli con arrangiamenti di Vince Tempera, con cui la cantante reggiana, reduce dalla vittoria al Festival di Castrocaro dell'anno precedente, partecipò al Festival di Sanremo 1983 senza riuscire ad andare in finale. 
Il testo descrive in prima persona un incontro, avvenuto in un freddo e nevoso pomeriggio d'inverno alla stazione con uno sconosciuto di cui allora e tuttora si ignora l'identità. L'arrivo del treno (un Trans Europ Express), interrompe bruscamente il momento in cui tra i due protagonisti stava nascendo un amore. Di tutto ciò rimane - nella memoria del soggetto narrante - un effimero ma intenso ricordo... 

## Diamante
Diamante è il lato B, scritto dagli stessi autori del brano sanremese. Racconta l'avventura notturna di una donna con un uomo che le è apparso grande e affascinante, paragonabile ad un diamante. Il giorno dopo però, tutto è finito di punto in bianco e non è rimasto nulla. Lui le propone di ricominciare, ma lei rifiuta nettamente in quanto vuole già un'altra compagnia per la notte seguente.

## Tracce
1. E la neve scende - 3:46 (L. Albertelli - A. Fornaciari)
2. Diamante - 3:41 (L. Albertelli - A. Fornaciari)